# 卡爾·特羅基
卡爾·安東尼·特羅基 （英語：Carl Anthony Trocki，1940年1月4日—2024年5月30日），美裔歷史學者，專研東南亞史暨中國史。曾任昆士蘭科技大學亞洲研究教授、社羣與跨文化研究中心主任。澳洲人文學院會士。康奈爾大學歷史學博士，治東南亞史。
研究領域爲新加坡、馬來西亞、泰國、華僑華人研究和中國與東南亞地區鴉片貿易。

## 生平
卡爾·特羅基生於美國紐約州水牛城，與父同名，父母係賓夕法尼亞州伊利人。青年以前歲月在密歇根州底特律、賓州伊利渡過。高中畢業後在俄亥俄州克利夫蘭的芬恩學院（今克里夫蘭州立大學前身）升學。古巴危機時其所屬的國民兵預備隊受召，學業中斷，指派服務於北卡羅萊納州布拉格堡。服務期間，因其部隊支援美國中央情報局心理戰部門（Psychological Warfare Department）的緣故，萌生研究東南亞歷史的興趣。後因其盲打能力，調入文書作業，接觸了巨量的越戰的文件與情報。1964年方自芬恩學院畢業，隨後入學康奈爾大學，曾一度暫緩威爾遜獎學金和富布賴特項目獎學金，投入美國和平隊，於馬來西亞沙巴州服務兩年半，期間習得多語，包括馬來語和華語。返美後在康奈爾大學攻讀博士，並邂逅曼谷出身的泰裔妻子，1968年成婚。同年，在史稱「芝加哥之圍」的1968年民主黨全國代表大會中，自願參役協助壓制學生的反戰示威。之後，一度移居曼谷工作，稍後得到研究資助而轉至新加坡。1975年完成其博士論文，即其成名作《天猛公與柔佛及新加坡的發展 1784-1885》，取得學位。1977年返美，執教於肯德基州托馬斯莫爾學院。1987年執教於華盛頓特區的喬治城大學。1994年，受聘爲澳大利亞布里斯班昆士蘭科技大學亞洲研究教授，至2000年代中期退休。退休後定居昆士蘭。死前經歷前列腺癌的兩年治療，但最終轉移骨頭擴散。死後骨灰囑灑退休的陽光海岸、新加坡的南中國海和緬因州普雷斯克艾爾的伊利湖。
政治上強烈右傾，但投書筆名中有惡搞的「L. D. Bronstein」。Bronstein爲俄國革命家列夫·托洛斯基之原本姓氏，而托洛斯基爲卡爾·特羅基家族姓氏的波蘭拼音。

## 主要著作
- Prince of Pirates: The Temenggongs and the Development of Johor and Singapore, 1784–1885, University of Singapore Press, Singapore, 1979, second edition: 2007.

中譯本：天猛公與柔佛及新加坡的發展 1784-1885，柔佛新山：新山華族歷史文物舘，2017年。
- Opium and Empire: Chinese Society in Colonial Singapore, 1800–1910, Cornell University Press, Ithaca, NY, 1990.
- Gangsters, Democracy and the State (Editor), Cornell Southeast Asia Program, Ithaca, New York, 1998.
- Opium, Empire and the Global Political Economy: A History of the Asian Opium Trade, 1750-1950, Routledge Ltd., London & New York, 1999, reprinted in  2005.
- Singapore: Wealth, Power and the Culture of Control, Routledge, London & New York, 2006.
- Paths Not Taken: Political Pluralism in Postwar Singapore (Editor, with Michael D. Barr), University of Hawaii Press, ISBN 997169378X, 2009